# Jaime de Cardona y Gandia
Jaime Francisco de Cardona y Gandía (Urgel, c. 1400-castillo de Cervera, 1 de diciembre de 1466), cardenal español del siglo XV.  

## Biografía
Hijo de Juan Ramón Folch de Cardona, segundo conde de Cardona, y de Juana de Aragón y Villena, que fue biznieta del rey Jaime II de Aragón, fue canónigo y arcediano en Barcelona, administrador perpetuo de la abadía de Santa María de Solsona y diputado eclesiástico de la Diputación del General de Cataluña. En 1445 Félix V le nombró obispo de Vic. Fue referendario pontifical del papa Nicolás V.  En 1459 fue trasladado a la diócesis de Gerona y en 1461 a la de Urgel.
El papa Pío II le creó cardenal en el consistorio del 18 de diciembre de 1461. Cardona no fue nunca a Roma a recibir el capelo cardenalicio y no participó en el cónclave de 1464 (elección de Paulo II).  Fue sepultado en la iglesia de San Vicente de Cardona.